# Edipo re (film 1910)
Edipo re è un cortometraggio muto italiano del 1910 diretto e interpretato da Giuseppe De Liguoro, tratto dall'omonima tragedia di Sofocle. La pellicola è la prima a trattare del mito di Edipo. Nel 1967 Pier Paolo Pasolini ne farà un'altra trasposizione cinematografica omonima.

## Trama
Edipo diventa re della città di Tebe, ma ben presto si accorge di aver ucciso il padre e sposato la madre, dato che da piccolo egli era stato abbandonato, così si acceca per la disperazione e chiede di essere cacciato dalla città.